# Home Sweet Home/Bittersweet Symphony
Home Sweet Home/Bittersweet Symphony – singel zespołu Limp Bizkit z albumu kompilacyjnego Greatest Hitz. Utwór jest coverem utworu zespołu Mötley Crüe. Zawarto w nim również fragment tekstu z utworu „Bitter Sweet Symphony”  The Verve. Teledysk nagrano w studiu zespołu. Jednak nie zdobył takiej popularności jak poprzednie single typu „Break Stuff” lub „Behind Blue Eyes”.

## Notowania
| Główne listy                     | Pozycja |
| Australia                        | 24      |
| Billboard Hot 100                | 52      |
| Billboard Hot Digital Songs      | 29      |
| Billboard Pop 100                | 54      |
| Billboard Modern Rock Tracks     | 55      |
| Billboard Mainstream Rock Tracks | 12      |
| Kanada – Hot 100                 | 29      |
| Izrael                           | 15      |
| Niemcy                           | 40      |
| Nowa Zelandia                    | 7       |
| Portugalia                       | 10      |
| Szwecja                          | 67      |
| Wielka Brytania                  | 10      |
| United World Chart – świat       | 29      |
| Pozostałe listy                  |         |
| Entertainmenthit Top 40          | 16      |
| Canada Muchmusic Countdown       | 56      |
| WBTZ – Nowojorskie Radio         | 55      |